# Oeman
Oeman (Oekraïens: Умань, [ˈumɑɲ]) is een stad in de Oekraïense oblast Tsjerkasy.
In 2022 telde Oeman 81.525 inwoners.
Tot de Tweede Wereldoorlog had Oeman een grote Joodse gemeenschap. De 17.000 Joodse inwoners werden door de Duitsers vermoord.

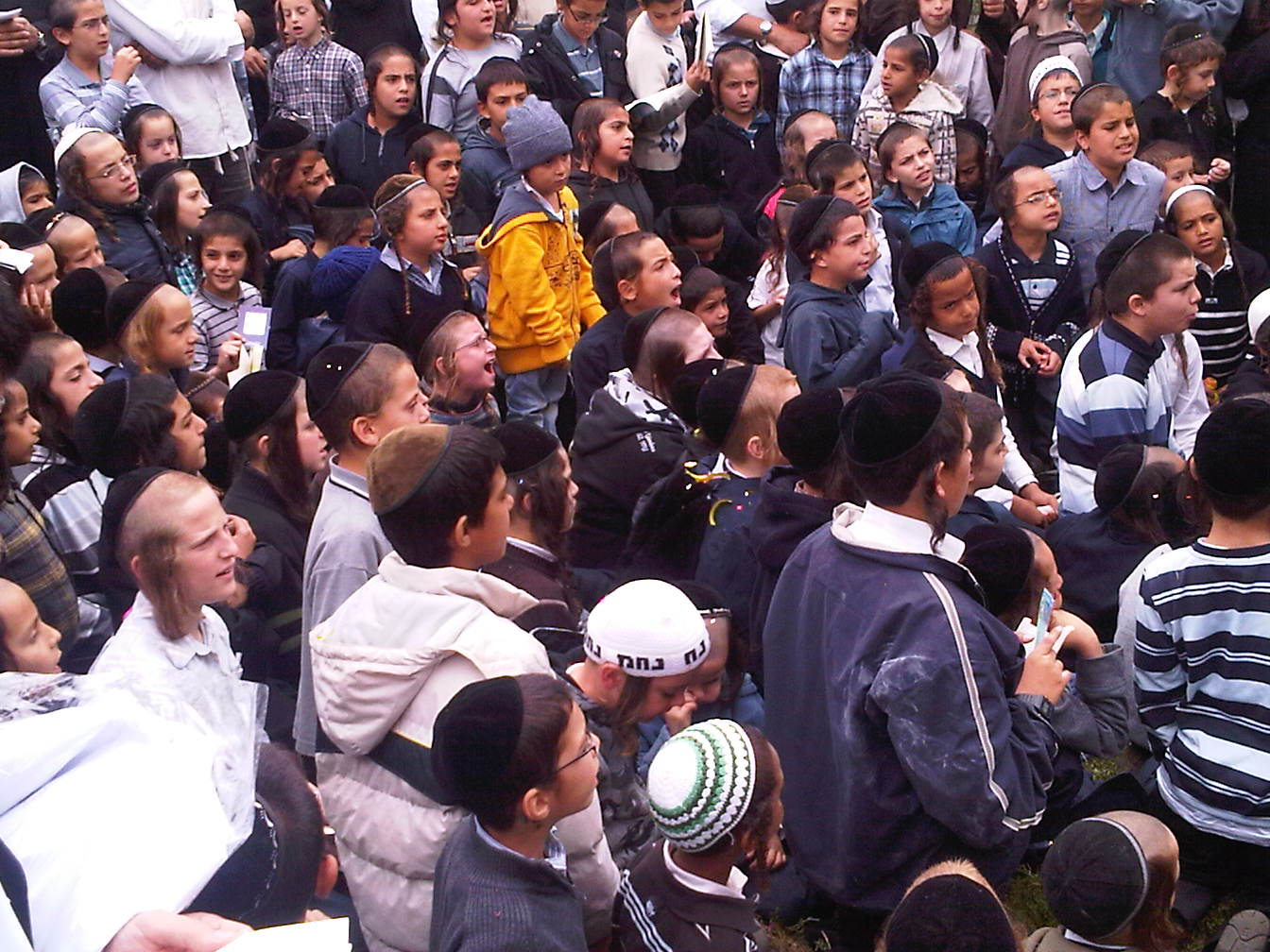
Chassidische joden in Oeman

In Oeman stierf in 1810 Nachman van Breslov, de rebbe van de chassidische Breslov-beweging. Zijn graf wordt jaarlijks met Rosj Hasjana bezocht door een toenemend aantal pelgrims, veelal uit Israël. In 2010, het tweehonderdste sterfjaar van de rebbe, waren dat er rond de 50.000. Een en ander leidt tot fricties met de plaatselijke bevolking.
In het noorden van de stad ligt het Nationaal Dendrologisch Park Sofijivka, dat in 1796 werd aangelegd door de Poolse magnaat Stanisław Szczęsny Potocki, die het naar zijn vrouw noemde. Het park moest de heldendichten van Homerus illustreren. Inmiddels is het een beschermd natuurgebied en een toeristentrekpleister.

## Geboren in Oeman
- Viktorie Švihlíková, een Tsjecho-Slowaaks pianiste, klaveciniste en muzieklerares